# Grand Baie
Grand Baie – miasto na Mauritiusie, w dystrykcie Rivière du Rempart. Według danych szacunkowych na rok 2007 liczy 11 768 mieszkańców.